# 오태근 (1978년)
오태근(吳泰根, 1978년 4월 5일~)은 대한민국의 체육인이다. 전 KBO 리그 LG 트윈스의 외야수이다.

## 선수 시절

### LG 트윈스시절
2002년에 신고선수로 입단하였다. 입단 당시 100m를 10초 후반대로 완주할 정도로 발이 빨랐으나, 타격 부진으로 인해 2010년 시즌 후 방출됐다.

## 야구선수 은퇴 후
휘문고등학교, 연세대학교의 야구부 코치로 활동하다가 2020년부터 롯데 자이언츠의 주루/외야코치로 활동했다.

## 출신 학교
- 서울도곡초등학교
- 휘문중학교
- 휘문고등학교
- 건국대학교